# SKB-Bank Arena
El SKB-Bank Arena (del ruso: СКБ-Банк Арена) hasta 2014 llamado Uralmash Stadion es un estadio de fútbol ubicado en la ciudad de Ekaterimburgo, Rusia. El recinto inaugurado en 1940 fue completamente reconstruido para ser utilizado por el club FC Ural Ekaterimburgo para sus partidos como local de la Liga Premier, mientras duren las obras de reconstrucción del Estadio Central de Ekaterimburgo en vistas de la Copa Mundial de Fútbol de 2018. El estadio posee una capacidad para 10 000 espectadores.
El estadio fue construido en 1940 como campo deportivo y recreación para los empleados de la planta de maquinaria pesada y vehículos Uralmash. Fue el estadio de origen del equipo de fútbol Uralmashzavod (hoy FC Ural) antes de mudarse al Estadio Central en la década de 1960.

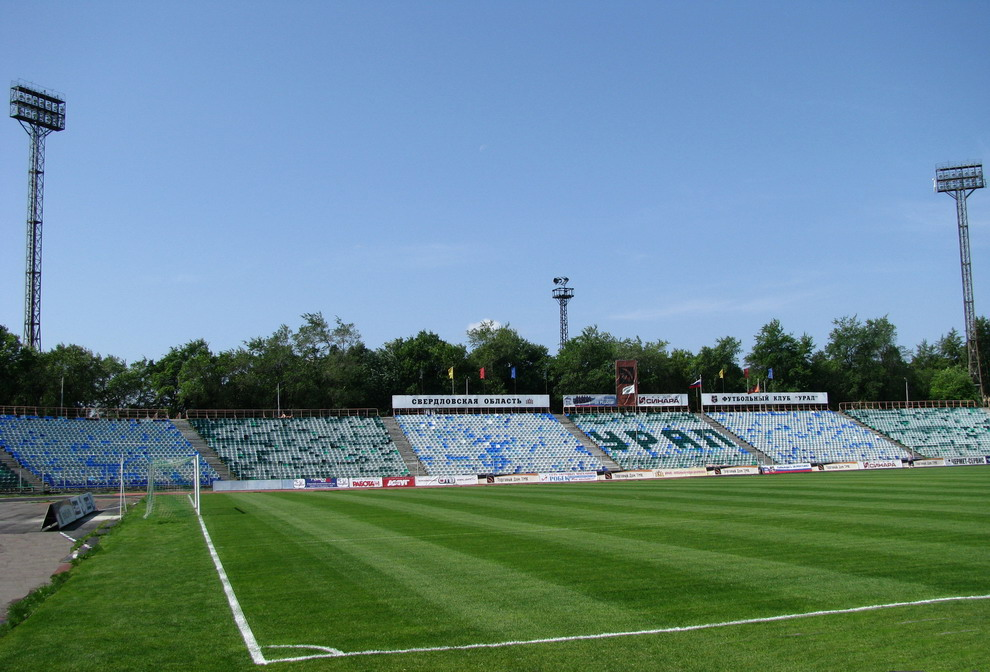
Estadio antes de la reconstrucción
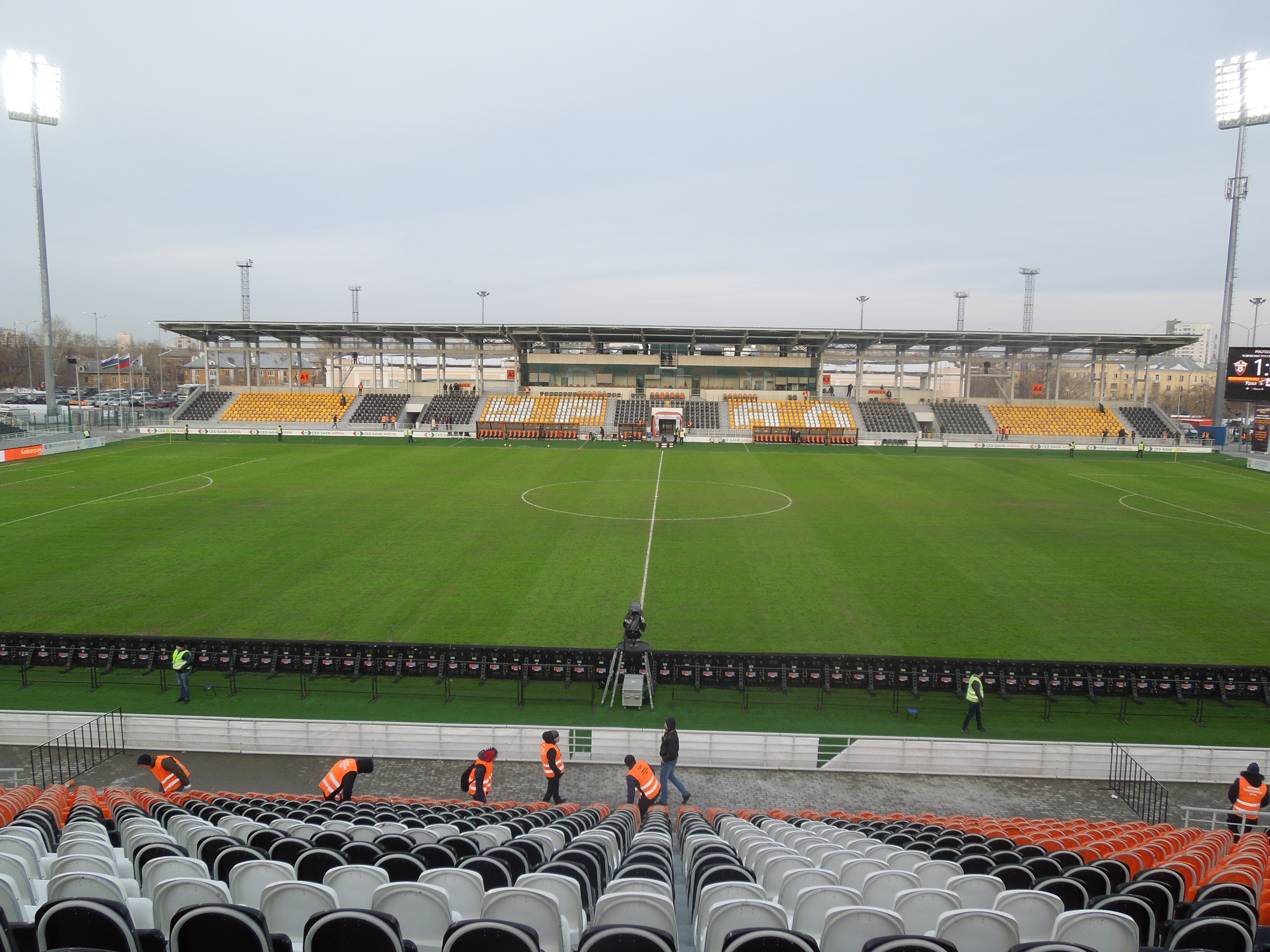